# Aigeus
Aigeus er i græsk mytologi fader til Theseus. Han har lagt navn til det Ægæiske Hav på følgende måde:
Da Theseus drog ud for at forsøge at dræbe Minotaurus indgik han en aftale med sin far. Theseus ville drage ud med sorte sejl på sit skib, så skibet ville blive sejlet tilbage til Grækenland af dens besætning med sorte sejl i tilfælde af at Theseus skulle blive dræbt, men hvis han sejrede ville Theseus skifte sejlene til hvide.
Theseus sejrede, men glemte i sejrens sødme at skifte sine sejl og således stævnede han ind i sin hjemegns bugt med sorte sejl. Faderen som jo ængsteligt afventede skibets ankomst blev så forfærdet af synet, at han kastede sig i havet og druknede. Lige siden er havet blevet benævnt det ægæiske hav.
- Wikimedia Commons har flere filer relateret til Aigeus